# Dasumia chyzeri
Dasumia chyzeri är en spindelart som först beskrevs av Kulczynski 1906.  Dasumia chyzeri ingår i släktet Dasumia och familjen ringögonspindlar. Inga underarter finns listade i Catalogue of Life.